# Hargnies
|  | Per a altres significats, vegeu «Hargnies (Nord)». |

Hargnies és un municipi francès al departament de les Ardenes (regió del Gran Est). L'any 2007 tenia 498 habitants.

## Demografia

### Població
El 2007 la població de fet de Hargnies era de 498 persones. Hi havia 196 famílies de les quals 64 eren unipersonals (32 homes vivint sols i 32 dones vivint soles), 40 parelles sense fills, 72 parelles amb fills i 20 famílies monoparentals amb fills.
La població ha evolucionat segons el següent gràfic:

### Habitatges
El 2007 hi havia 251 habitatges, 205 eren l'habitatge principal de la família, 28 eren segones residències i 18 estaven desocupats. 238 eren cases i 12 eren apartaments. Dels 205 habitatges principals, 152 estaven ocupats pels seus propietaris, 45 estaven llogats i ocupats pels llogaters i 8 estaven cedits a títol gratuït; 5 tenien dues cambres, 8 en tenien tres, 40 en tenien quatre i 152 en tenien cinc o més. 135 habitatges disposaven pel capbaix d'una plaça de pàrquing. A 104 habitatges hi havia un automòbil i a 54 n'hi havia dos o més.

### Piràmide de població
La piràmide de població per edats i sexe el 2009 era:
| Homes | Edats   | Dones |
| ----- | ------- | ----- |
| 0     | 95 o +  | 0     |
| 0     | 90 a 94 | 0     |
| 4     | 85 a 89 | 8     |
| 0     | 80 a 84 | 0     |
| 12    | 75 a 79 | 16    |
| 16    | 70 a 74 | 16    |
| 12    | 65 a 69 | 12    |
| 16    | 60 a 64 | 16    |
| 8     | 55 a 59 | 4     |
| 12    | 50 a 54 | 16    |
| 20    | 45 a 49 | 12    |
| 20    | 40 a 44 | 12    |
| 40    | 35 a 39 | 20    |
| 24    | 30 a 34 | 16    |
| 16    | 25 a 29 | 12    |
| 16    | 20 a 24 | 16    |
| 24    | 15 a 19 | 12    |
| 24    | 10 a 14 | 28    |
| 24    | 5 a 9   | 8     |
| 16    | 0 a 4   | 12    |

## Economia
El 2007 la població en edat de treballar era de 322 persones, 233 eren actives i 89 eren inactives. De les 233 persones actives 186 estaven ocupades (117 homes i 69 dones) i 47 estaven aturades (22 homes i 25 dones). De les 89 persones inactives 26 estaven jubilades, 20 estaven estudiant i 43 estaven classificades com a «altres inactius».

### Ingressos
El 2009 a Hargnies hi havia 199 unitats fiscals que integraven 486 persones, la mediana anual d'ingressos fiscals per persona era de 14.969 €.

### Activitats econòmiques
Dels 16 establiments que hi havia el 2007, 4 eren d'empreses alimentàries, 3 d'empreses de construcció, 5 d'empreses de comerç i reparació d'automòbils i 4 d'empreses d'hostatgeria i restauració.
Dels 5 establiments de servei als particulars que hi havia el 2009, 3 eren paletes i 2 restaurants.
Dels 7 establiments comercials que hi havia el 2009, 1 era un supermercat, 1 una botiga de més de 120 m², 1 una botiga de menys de 120 m² i 4 carnisseries.
L'any 2000 a Hargnies hi havia 8 explotacions agrícoles.

## Equipaments sanitaris i escolars
El 2009 hi havia una escola elemental.

## Poblacions properes
El següent diagrama mostra les poblacions més properes.